# Слободское (Нижегородская область)
Слободское — село в Кстовском районе Нижегородской области. Входит в состав Слободского сельсовета.

## География
Село находится на расстоянии приблизительно 16 километров по прямой на юго-восток от города Кстово, административного центра района.

## История
Упоминается с 1616 года уже как село. До отмены крепостного права была помещичьим, принадлежав одновременно нескольким владельцам. С 1817 года в селе имелась каменная Казанская церковь. В советское время работали колхозы им.Сталина, им.Ленина, совхозы «Слободское» и «Запрудновский» (ныне АО «Запрудновское») .

## Население
Постоянное население составляло 433 человека (русские 98%) в 2002 году, 417 в 2010.